# Arthur Leppmann
Arthur Silvius Leppmann (* 31. Dezember 1854 in Raudten; † 11. Mai 1921 in Berlin) war ein deutscher Arzt, Gerichtsmediziner, Psychiater und Neurologe. Er gehörte seinerzeit zu den bekanntesten und renommiertesten gerichtlichen Gutachtern.

## Leben
Die Leppmanns waren ursprünglich eine jüdische Bäckerfamilie im oberschlesischen Peiskretscham. Arthurs Vater Heinrich Leppmann (1820–1899) brachte es bereits zum Sanitätsrat und Kreiswundarzt. Arthur selbst besuchte 1865 bis 1873 das Evangelische Gymnasium Groß-Glogau. Er studierte Medizin an der Universität Breslau, Universität Leipzig (Universitätsklinikum),  Universität Freiburg/B. (Universitätsklinikum). Während seines Studiums wurde er 1877 Mitglied der Burschenschaft Franconia Freiburg. Schon ein Jahr vor seiner Promotion 1877 wurde er Volontärarzt, 1878 schließlich III. Arzt an Provinzial-Irrenheilanstalt Leubus in Schlesien. 1879 wechselte er als Sekundararzt an das Allerheiligen-Hospital in Breslau und die dortige psychiatrische Klinik. 1886 ließ er sich als Nervenarzt in Breslau nieder. 1889 bekam er die Stelle des I. Arztes an der Strafanstalt Berlin-Moabit und baute hier die erste Beobachtungsstation für geisteskranke Sträflinge in Preußen auf. 1895 erhielt er außerdem die Stelle eines Kreisarztes. Beide Stellen behielt er bis zu seinem Tod nach einem langen Herzleiden 1921.
Leppmann machte sich vor allem als gerichtsmedizinischer Gutachter einen Namen. Er gehörte 1895 zu den Begründern der Ärztlichen Sachverständigen Zeitung, verfasste Handbücher zur Gutachtertätigkeit und überarbeitete gemeinsam mit Emanuel Roth die Handbücher Isak Schlockows zur gerichtlichen Medizin, Medizinal- und Sanitätspolizei. 1890 testete er in der Moabiter Beobachtungsstation für Paul Ehrlich das Methylenblau in der Schmerztherapie an Sträflingen und stellte einen positiven Effekt bei der Behandlung von Migräne fest.
Der Bruder von Arthur Leppmann ist der Psychiater, Neurologe und Gerichtsmediziner Friedrich Leppmann (1872–1952).

## Schriften (Auswahl)
Aufsätze
- Ueber die sogenannten 'Ueberbürdungspsychosen' bei Schülern höherer Lehranstalten. In: Breslauer Aerztliche Zeitschrift 3.2 (1881): 13–15, 28.
- Über die Irren-Versorgung der Stadt Breslau. In: Sechzigster Jahres-Bericht der Schlesischen Gesellschaft für vaterländische Cultur, S. 110–117. Breslau: G. P. Aderholz, 1883.
- Über epidemische Geisteskrankheiten. Prag: Deutsche Vereine zur Verbreitung gemeinnütziger Kenntnisse in Prag, 1885.
- Beiträge zur Castration der Frauen. In: Archiv für Gynäkologie[2], Bd. 26 (1885), Heft 1, S. 57–71, doi:10.1007/BF02227313, ISSN 0003-9128.
- Ueber die zur Verhinderung der Verbreitung der Syphilis erforderlichen sanitäts-polizeilichen Vorschriften. In: Vierteljahresschrift für Dermatologie und Syphilis, Bd. 10 (1883), Heft 1, S. 289–308, doi:10.1007/BF01833458, ISSN 1015-2075.
- Ueber die zur Verhinderung der Verbreitung der Syphilis erforderlichen sanitäts-polizeilichen Vorschriften. In: Vierteljahresschrift für Dermatologie und Syphilis, Bd. 10 (1883), Heft 1, S. 531–551, doi:10.1007/BF01833473, ISSN 1015-2075.
- Ueber schmerzstillende Wirkung des Methylenblaus. In: Deutsche Medizinische Wochenschrift, Bd. 16 (1890), Heft 23, S. 493–494, ISSN 0012-0472 (zusammen mit Paul Ehrlich).
- Der Einfluss der Kultur auf die Gesundheit des Menschen. In: Hans Kraemer (Hrsg.): Weltall und Menschheit. Geschichte der Erforschung der Natur und der Verwertung der Naturkräfte im Dienste der Völker, Bd. 5. Bong, Berlin 1904, S. 393–412.
- Die pflanzlichen Genussmittel und ihre Wirkung auf den Menschen. In: Hans Kraemer (Hrsg.): Der Mensch und die Erde: die Entstehung, Gewinnung und Verwertung der Schätze der Erde als Grundlagen der Kultur, Bd. 4. Bong, Berlin 1908, S. 404–444.
- Der Psychopath. In: Curt Adam (Hrsg.): Die Psychologie und ihre Bedeutung für die ärztliche Praxis. Acht Vorträge. Gustav Fischer Verlag, Jena 1921, S. 134–150.[3]

Monographien
- Gesundes und krankes Seelenleben in Shakespeares „König Lear“. Vortrag. Genossenschaftliche Buchdruckerei, Breslau 1889.[4]
- Die Sachverständigen-Thätigkeit bei Seelenstörungen. Ein kurzgefasstes Handbuch für die ärztliche Praxis. Enslin, Berlin 1890.
- Die ärztliche Fürsorge für Geisteskranke ausserhalb der Anstalt. Preuss & Jünger, Breslau 1891 (Medicinischer Taschenkalender. Beiheft für das Jahr 1891).
- Der seelisch Belastete und seine ärztliche Ueberwachung (Berliner Klinik; Bd. 66). Fischer, Berlin 1893.
- Der Kreisarzt (Neue Folge von: „Der preußische Physikus“). Anleitung zur Kreisarztprüfung, zur Geschäftsführung der Medizinalbeamten und zur Sachverständigen-Thätigkeit der Aerzte; unter Berücksichtigung der Reichs- und Landesgesetzgebung. 5. Auflage. Schoetz, Berlin 1901/04 (zusammen mit Isak Schlockow und Emanuel Roth).

1. Medizinal- und Sanitätswesen. 5. Aufl. 1901.
2. Gerichtliche Medizin und Gerichtliche Psychiatrie. 5. Aufl. 1900.

- Der Minderwertige im Strafvollzuge. Ein Leitfaden für die Gefängnis-Praxis (Veröffentlichungen aus dem Gebiete der Medicinalverwaltung; Bd. 1,15). Schoetz, Berlin 1912.
- Ein Mörder. Kriminalpsychologische Betrachtungen. Berlin 1920.[5]